# Teenagers
«Teenagers» — четвёртый сингл американской рок-группы My Chemical Romance из альбома The Black Parade.

## Саундтрек
Видео на песню «Teenagers» можно увидеть и услышать в одной из серий телесериала «Биобаба», в эпизоде «Do Not Disturb». Эта песня также использовалась в одном из эпизодов Dog the Bounty Hunter. В 2008 году песня прозвучала в фильме «Никогда не сдавайся» и в эпизоде «Лос-Анджелесские чернила», где известный мастер татуажа Kat Von D делала татуировки Фрэнку Айеро. Песня прозвучала эпизоде "The Wedding" сериала «Грязные мокрые деньги» и была включена в список саундтреков игры «Saints Row 2».

## Отзывы
My Chemical Romance удивили многих критиков музыкальным стилем «Teenagers». Она включает в себя элементы поп-рока, хард-рока и блюзового 12-такта. Это принесло им в основном позитивные отзывы. Песне удалось получить 5 звезд от NME и AbsolutePunk.net а также 4/5 от IMDb. Эта песня также была представлена в качестве загружаемого контента на Guitar Hero II для Xbox 360.

## Список композиций
Version 1 (promotional CD)
Слова и музыка всех песен — My Chemical Romance.
| №  | Название                 | Длительность |
| -- | ------------------------ | ------------ |
| 1. | «Teenagers» (radio edit) | 2:38         |

Version 2 (CD and 7" vinyl)
| №  | Название                                          | Длительность |
| -- | ------------------------------------------------- | ------------ |
| 1. | «Teenagers»                                       | 2:41         |
| 2. | «Dead!» (live с E-Werk в Берлине 14 октября 2006) | 3:16         |

Version 3 (7" vinyl)
| №  | Название                                                         | Длительность |
| -- | ---------------------------------------------------------------- | ------------ |
| 1. | «Teenagers»                                                      | 2:41         |
| 2. | «Mama» (live с National Indoor Arena в Бирмингеме 22 марта 2007) | 5:00         |

Version 4 (CD)
| №  | Название                                                         | Длительность |
| -- | ---------------------------------------------------------------- | ------------ |
| 1. | «Teenagers»                                                      | 2:41         |
| 2. | «Dead!» (live at E-Werk в Берлине 14 октября 2006)               | 3:16         |
| 3. | «Mama» (live с National Indoor Arena в Бирмингеме 22 марта 2007) | 5:00         |

Version 5 (digital download)
| №  | Название                                     | Длительность |
| -- | -------------------------------------------- | ------------ |
| 1. | «Teenagers»                                  | 2:41         |
| 2. | «Teenagers» (music video)                    | 2:51         |
| 3. | «I Don't Love You» (Video from AOL Sessions) | 3:57         |

## Чарты
| Chart                            | Peak position |
| -------------------------------- | ------------- |
| Australian ARIA Singles Chart    | 16            |
| Austrian Singles Chart           | 50            |
| American Top 40                  | 23            |
| Canadian Hot 100                 | 53            |
| Czech IFPI Chart                 | 32            |
| European Hot 100 Singles         | 27            |
| German Singles Chart             | 74            |
| Irish Singles Chart              | 7             |
| New Zealand Top 40 Singles Chart | 6             |
| UK Singles Chart                 | 9             |
| US Billboard Hot 100             | 67            |
| US Billboard Hot Digital Songs   | 39            |
| US Billboard Pop 100             | 39            |
| US Billboard Modern Rock Tracks  | 13            |